# قلمرو کاکه‌گاوا

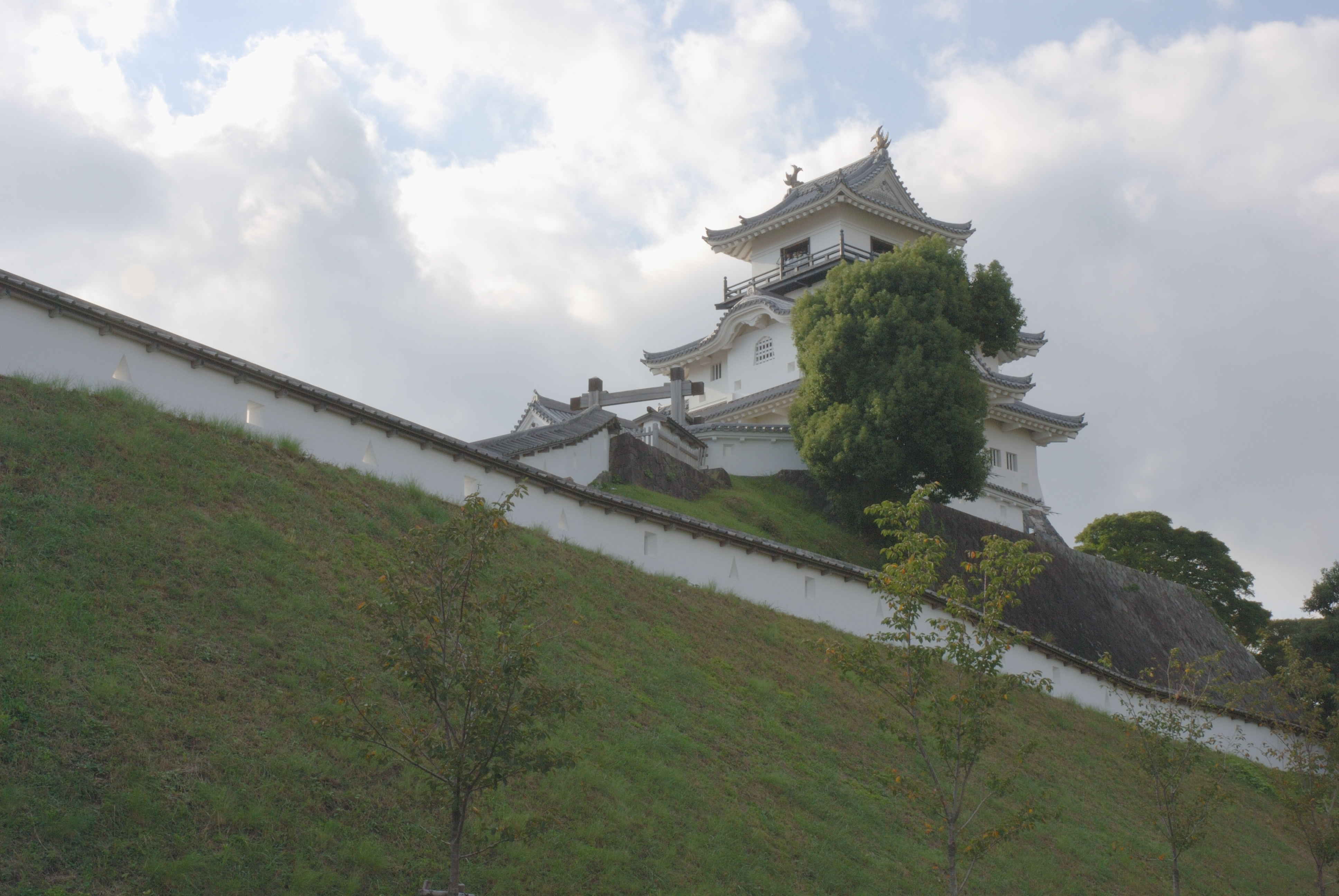
قلعه کاکه گاوا

قلمرو کاکه‌گاوا (به ژاپنی: 掛川藩 Kakegawa-han) یک هان (ژاپن) (قلمروی فئودالی) در شوگون‌سالاری توکوگاوا در دوره ادو بود. قلعه کاکه‌گاوا در این قلمرو قرار دارد. این قلمرو با ولایت توتومی و امروزه با کاکه‌گاوا، شیزوئوکا برابر است.